# Verfassungsreferendum in den Marshallinseln 1979
Das Verfassungsreferendum in den Marshallinseln 1979 (en.: 1979 Marshallese constitutional referendum) wurde am 1. März 1979 in den Marshallinseln durchgeführt.
Die Wahlberechtigten wurden gefragt: „Do you approve of the constitution of the Marshall Islands, as adopted by the Marshall Islands Constitutional Convention?“ (Stimmst du der Verfassung der Marshallinseln zu, wie sie von der Marshall Islands Constitutional Convention erarbeitet wurde?) Das Land hatte zuvor zum Treuhandgebiet Pazifische Inseln gehört. Die neue Verfassung wurde von 63,8 % der Stimmberechtigten angenommen.

## Ergebnis
| Wahl                      | Stimmen | %    |
| ------------------------- | ------- | ---- |
| Dafür                     | 5670    | 63,8 |
| Dagegen                   | 3210    | 36,1 |
| Ungültig/Nicht abgestimmt |         | -    |
| Gesamt                    | 8880    | 100  |
| Nohlen et al.             |         |      |